# هيتي بينس
هيتي بينس (بالإنجليزية: Hetty Baynes)‏ هي ممثلة بريطانية، ولدت في 16 أغسطس 1956 في بورنموث في المملكة المتحدة.

## وصلات خارجية
- هيتي بينس على موقع IMDb (الإنجليزية)
- هيتي بينس على موقع ألو سيني (الفرنسية)
- هيتي بينس على موقع ميوزك برينز (الإنجليزية)
- هيتي بينس على موقع أول موفي (الإنجليزية)
- هيتي بينس على موقع قاعدة بيانات الأفلام السويدية (السويدية)
- هيتي بينس على موقع قاعدة بيانات الفيلم (الإنجليزية)
- هيتي بينس على موقع كينوبويسك (الروسية)